# Teressa
Teressa è un'isola dell'India, situata nell'Oceano Indiano, facente parte dell'arcipelago delle Nicobare.
Fu una colonia austriaca (1778-1884) e danese (1754/56-1868).
L'isola venne denominata Teressa in onore dell'Arciduchessa Maria Teresa d'Asburgo.